# ساندرا كيمب
ساندرا كيمب (بالإنجليزية: Sandra Kemp)‏ هي أكاديمية بريطانية، ولدت في 10 مارس 1957.